# Exportinteressen gegen Muttermilch
Exportinteressen gegen Muttermilch: Der tödliche Fortschritt durch Babynahrung ist eine Dokumentation der Arbeitsgruppe Dritte Welt Bern. Sie wurde von der Arbeitsgruppe nach ihrem Prozess gegen Nestlé zusammengestellt und 1976 von Freimut Duve als rororo-Taschenbuch (Reihe „Politische Sachbücher“, Rowohlt Aktuell) herausgegeben.

## Inhalt
Exportinteressen gegen Muttermilch reiht sich in von Rowohlt herausgegebene Bände über falsche Technologie- und Exportpolitik (neben Weizen als Waffe (rororo 5058) und Charles Levinsons Berichten zu Valium (rororo 1776) und PVC-Gefahren (rororo 1874)) ein. Das Buch analysiert die negativen Auswirkungen von Babynahrung in Entwicklungsländern, insbesondere die Rolle des Nestlé-Konzerns. Es zeigt auf, wie aggressive Werbemethoden und der Ersatz von Muttermilch durch Flaschennahrung zu schwerwiegenden gesundheitlichen und sozialen Problemen führen. Flaschennahrung führt bei Kindern in ärmeren Regionen häufig zu Krankheiten und Todesfällen, da die Hygienebedingungen mangelhaft sind und finanzielle Mittel fehlen. Konzerne wie Nestlé setzen auf irreführende Werbung, Gratismuster und die Einbindung von medizinischem Personal, um den Umstieg von Muttermilch auf Flaschennahrung zu fördern. Die Einführung von Flaschennahrung verstärkt die Abhängigkeit von teuren Produkten, schwächt traditionelle Stillpraktiken und fördert soziale Ungleichheit. Die Arbeitsgruppe Dritte Welt Bern und internationale Organisationen kritisieren diese Praktiken scharf und belegen ihre Folgerungen mit wissenschaftlichen Daten.
Die für die Veröffentlichung des Buches Exportinteressen gegen Muttermilch genutzten Prozessakten, Fotos und weitere Dokumente sind im Schweizerischen Sozialarchiv zugänglich.
Carlos Pérez Soto bezeichnete das Buch (bzw. dessen Übersetzung ins Spanische, Las multinacionales de la alimentación contra los bebés) 2019 als „erschütternd“ („escalofriante“).

## Kapitel
| Seiten  | Autor / Titel                                                                        | Quelle / Anmerkung                                 |
| ------- | ------------------------------------------------------------------------------------ | -------------------------------------------------- |
| 7       | Freimut Duve: Vorbemerkung des Herausgebers                                          |                                                    |
| 8       | Urs P. Gasche: «Nestlé tötet Babies» – Tatsache oder Verleumdung?                    | Aus: Die Weltwoche, 13. November 1974              |
| 9–12    | Einleitung                                                                           |                                                    |
| 14      | Jonathan Power: The Third World «Baby Killer»                                        | Aus: Herald Tribune, 15. September 1975            |
| 15–27   | Mike Muller: Flaschennahrung für die Dritte Welt?                                    | Verkürzte Fassung der Broschüre Nestlé tötet Babys |
| 27–32   | Das falsche Produkt am falschen Ort                                                  |                                                    |
| 32–48   | «Die Flasche ist ein Mordinstrument»                                                 | Dokumente und Materialien                          |
| 50      | Peter Amstutz: Nestlé-Kritiker sollen ihre Vorwürfe beweisen.                        | Aus: Frankfurter Rundschau, 29. November 1975      |
| 51–59   | Nestlé Alimentana SA: Aus der Geschichte eines multinationalen Konzerns              |                                                    |
| 60      | Multinationals look to their ethics.                                                 | Aus: Sunday Nation, 14. Dezember 1975              |
| 61–94   | Gerhard Lehmann: Tötet Nestlé Babies?                                                | Plädoyer                                           |
| 94–99   | Derrick B. Jelliffe und G. J. Ebrahim: Der Rückgang des Stillens hat tödliche Folgen | Zeugenaussagen                                     |
| 99–106  | Nestlés Werbemethoden                                                                |                                                    |
| 106–112 | Arthur Fürer: Sensationsmacherei und Lust am Niederreißen                            | Pressekonferenz, 28. November 1975                 |
| 114     | Felix Spies: Der Pyrrhussieg von Bern                                                | Aus: Die Zeit, 2. Juli 1976                        |
| 115–129 | Chronologie des Nestlé-Prozesses                                                     |                                                    |
| 130     | Heinz Däpp: Nestlé bleibt ein Fall.                                                  | Aus: National-Zeitung, 25. Juni 1976               |
| 132     | Anhang                                                                               |                                                    |
| 133–137 | Quellennachweise                                                                     |                                                    |

## Ausgaben
- Arbeitsgruppe Dritte Welt Bern: Exportinteressen gegen Muttermilch: Der tödliche Fortschritt durch Babynahrung. Rowohlt, Reinbek bei Hamburg 1976, ISBN 3-499-14065-9.
- Le Multinazionali del crimine: la Nestlè. Verkürzte Übersetzung. Roma: Stampa alternativa, 1977.
- Nestlé contre les bébés? Übersetzung von Patrick Démerin. Paris: F. Maspero, 1978. ISBN 9782707110435
- Las multinacionales de la alimentación contra los bebés. Vorwort von Marcos Arana. Übersetzung von Ursula Preuss. Mexico: Editorial Nueva Imagen, 1982. DNB 1027302475 OCLC 651398630
- ネッスルは赤ちゃんの敵? : 衝撃のドキュメント-ネッスル訴訟. Tokyo: Bunjin-sha, 1982. ISBN 4-89251-005-X DNB 1027302289 OCLC 835076670